# Juan Falù
Alfredo Juan Falú (Tucumán, 10 ottobre 1948) è un chitarrista, musicista e compositore argentino.

## Biografia
Cominciò a studiare la chitarra con il padre all'età di otto anni e poco dopo il maestro di quinta elementare Juan Walter lo seguì nel consolidamento dei suoi primi passi nella musica. 
Tenne il suo primo concerto nel 1963.
Successivamente studiò per due anni con il Maestro Martín Ventura.
Restio a seguire gli studi con metodi accademici, proseguì il suo cammino apprendendo ed affinando gli stili folcloristici e la tecnica della chitarra ad orecchio.
Pochi anni dopo segnò una svolta l'incontro con Jorge Cardoso, grande virtuoso della chitarra, con il quale nacque un sodalizio artistico e personale che portò Falù a proseguire lo studio della musica con la massima serietà e costanza. Nei vent'anni che seguirono scrisse le sue prime composizioni originali.
Iscrittosi alla Facoltà di Lettere dove si laureò in psicologia clinica, fu uno dei fondatori del Movimento studentesco argentino e successivamente, fece parte della Milizia rivoluzionaria argentina. Con la dittatura militare argentina, durante la quale il fratello Lucho figurò tra uno dei circa 30 000 desaparecidos, Juan Falù fu costretto all'esilio in Brasile dove riprese gli studi musicali dopo quasi dieci anni di impegno politico. A San Paolo compose alcuni dei suoi pezzi più famosi tra cui Chacarera ututa e De la raíz a la copa.
Tra il 1978 e il 1980 si unì al gruppo Tarancón e, sostenuto dall'amico Jorge Cardoso e dal liutaio spagnolo Manuel Contreras intraprese il suo primo tour europeo.
Nello stesso periodo conobbe il poeta Pepe Nunez, con il quale cominciò a collaborare alla composizione di canzoni, esperienza ripetuta nel tempo con George Marziali Yacomuzzi Roberto Horacio Pilar, Carlos Herrera, Ramon Navarro, Pancho Cabral e altri poeti argentini.
Con il ritorno della democrazia in Argentina nel 1984 tornò in patria. Nel 1985 esordì a livello discografico con l'album Con la guitarra que tengo, che gli regalò la consacrazione di grande artista internazionale.
Negli anni '90 si cominciò a definirlo ambasciatore della musica folk argentina nel mondo.
Ha collaborato nel corso degli anni con altri artisti di fama mondiale come Hilda Herrera, Jorge Marziali, Chito Zeballos, Marcelo Moguilevsky, Liliana Herrero, Riccardo Moyano e il chitarrista sardo Marco Meloni.
Tuttora prosegue nella sua attività di concertista con tour che toccano tutto il mondo.

## Stile
L'inconfondibile stile di Juan Falù è fortemente influenzato dalla musica tradizionale argentina. Il tango, la milonga, il samba, il valzer sudamericano costituiscono i temi ritmici principali del suo repertorio.
Falù è anche rinomato per la sua capacità di improvvisazione con continue variazioni sui temi presentati ai suoi concerti.

## Discografia
- Canticorda,
- Con la guitarra que tengo
- Luz de giro
- De raíz a la copa
- La saveur de la terre
- Encuentro
- Diez anos
- Improvisaciones
- Encouentos e soledades
- Las canciones de Horacio
- Leguizamón - Castilla
- A mi Nano
- Semitas
- Falú-Dávolos
- Manos a la obra
- Juan Falú en vivo
- Falú-González-Sánchez
- Manos en Libertad
- Coquita y Alcohol

## Riconoscimenti e premi
- PREMIOS CLARÍN, 2001 e 2008. Nomination nel 2003 e nel 2004.
- PREMIOS GARDEL, 2008. Nomination nel 2001, 2003, 2005, 2007.
- PREMIO ATAHUALPA, nomination nel 2008, 2009 e 2010.
- FESTIVAL INTERNAZIONALE DI CHITARRA DI TAXCO "Maestro Onorario", 2003.
- PREMIO KONEX 2005 con Liliana Herrero, 2005.
- PREMIO TRIMARG, CIM-UNESCO e SIMC 2000.
- PREMIO DE LA SADE, 2000.
- LIRA DE PLATA SADAIC, 1968.
- DISCEPOLÍN, 1989.
- 1º PREMIO SOLISTA Festival Nacional Estudiantil de Folklore, Tucumán 1965; Festival de Folklore del Noroeste Argentino, Salta 1967; Festival Nacional de Folklore de Arequito, Santa Fe 1970.
- PREMIO IRIS MARGA 2001 Centro de Estudios Políticos y Sociales.
- MAESTRO DEL ALMA Centro Cultural San Martín. Buenos Aires 12/11/99.